# 충청권 광역철도
충청권 광역철도(忠淸圈 廣域鐵道)는 기존의 경부선과 호남선을 활용하여 대전광역시를 중심으로 충청남도(계룡시, 논산시), 충청북도(옥천군), 세종특별자치시에 계획 중인 광역철도이다.

## 노선 개요
1단계 구간인 계룡 ~ 흑석리 (신설 복구) ~ 가수원 (신설 복구) ~ 도마 (신설) ~ 문화 (신설) ~ 서대전 ~ 용두 (신설) ~ 중촌 (신설) ~ 오정 (신설 복구) ~ 회덕 (신설 복구) ~ 덕암 (신설) ~ 신탄진의 노선과 오정역에서 대전역과 세천역 (신설 복구)을 거처 옥천역까지 운행하는 옥천 지선이 계획되어 있다.

## 역사
2015년 호남고속철도 개통 즈음 서대전 ~ 계룡 ~ 논산 구간의 굽은 선로 문제가 표면화되어 직선화 여부가 사업의 변수다. 결국 제3차 국가철도망 구축계획에서 '계룡~논산' 구간이 빠지게 되었다.
2015년 11월 26일 예비타당성평가가 통과되었다.
2018년 7월 4일 충청권 광역철도망 대전 대덕구 구간에 오정역이 신설될 예정으로 2년 8개월 만에 기재부의 최종 승인을 받았다.
2023년 4월 25일 충청권 광역철도 1단계 사업 수요예측재조사가 완료되었다.
2023년 12월 26일 착공하였다.

### 연혁
- 2007년 대전광역시 대덕구에서 대전광역시에 건설 제안
- 2008년 12월 22일: 대전광역시에서 대전광역권 호남선 활용 순환형 전철 개발 발표
- 2009년 2월: 대전광역시에서 대전권 광역전철 계획을 대통령에 건의
- 2011년 4월 3일: 국토해양부에서 제2차 국가철도망 구축계획에 후반기(2016~2020) 착수사업으로 포함
- 2011년 5월 31일: 대전시에서 국토해양부에 예산편성 시·도협의회, 본 노선 예비타당성조사 대상 신청 건의[4]
- 2014년 1월 15일: 국토교통부에서 기획재정부에 예비타당성조사 신청
- 2014년 4월 11일: 기획재정부에서 2014년 상반기 예비타당성조사 대상 사업 선정
- 2015년 8월 24일: 국토교통부에서 충청권 광역철도 사업을 지정·고시
- 2015년 11월 26일: 예비타당성조사 통과
- 2016년 6월 27일: 제3차 국가철도망 구축계획에 포함 (단, 논산 ~ 계룡 구간은 2단계 사업으로 미뤄짐)
- 2018년 12월:  충청권 광역철도 건설사업 기본계획 고시[5]
- 2023년 4월 25일: 충청권 광역철도 1단계 사업 수요예측재조사 완료[6]
- 2023년 6월 12일: '충청권 광역철도 1단계 사업'을 위한 국비 175억 원을 추가 확보.
- 2023년 12월 27일: 1단계 (계룡~신탄진, 오정~옥천 지선) 구간 착공.[7]

## 상세 노선

### 1단계

#### 본선(계룡~신탄진)
| 경유 노선 | 역명   | 로마자 역명 | 한자 역명 | 접속 노선                                                          | 역간 거리 | 영업 거리 | 소재지     | 소재지 |
| --------- | ------ | ----------- | --------- | ------------------------------------------------------------------ | --------- | --------- | ---------- | ------ |
| 호남선    | 계룡   | Gyeryong    | 鷄龍      |                                                                    |           |           | 충청남도   | 계룡시 |
| 호남선    | 흑석리 | Heukseok-ri | 黑石里    |                                                                    |           |           | 대전광역시 | 서구   |
| 호남선    | 가수원 | Gasuwon     | 佳水院    | ● 대전 도시철도 2호선 (예정)                                       |           |           | 대전광역시 | 서구   |
| 호남선    | 도마   | Doma        | 桃馬      |                                                                    |           |           | 대전광역시 | 서구   |
| 호남선    | 문화   | Munhwa      | 文化      |                                                                    |           |           | 대전광역시 | 중구   |
| 호남선    | 서대전 | Seodaejeon  | 西大田    | ● 대전 도시철도 2호선 (예정)                                       |           |           | 대전광역시 | 중구   |
| 호남선    | 용두   | Yongdu      | 龍頭      | ● 대전 도시철도 1호선 (예정)                                       |           |           | 대전광역시 | 중구   |
| 호남선    | 중촌   | Jungchon    | 中村      |                                                                    |           |           | 대전광역시 | 중구   |
| 경부선    | 오정   | Ojeong      | 梧井      | ● 대전 도시철도 2호선 (예정) 충청권 광역철도 옥천 방면 지선 (예정) |           |           | 대전광역시 | 대덕구 |
| 경부선    | 회덕   | Hoedeok     | 懷德      |                                                                    |           |           | 대전광역시 | 대덕구 |
| 경부선    | 덕암   | Deogam      | 德岩      |                                                                    |           |           | 대전광역시 | 대덕구 |
| 경부선    | 신탄진 | Sintanjin   | 新灘津    |                                                                    |           |           | 대전광역시 | 대덕구 |

#### 오정~옥천 지선
| 경유 노선 | 역명 | 로마자 역명 | 한자 역명 | 접속 노선                                                  | 역간 거리 | 영업 거리 | 소재지     | 소재지 |
| --------- | ---- | ----------- | --------- | ---------------------------------------------------------- | --------- | --------- | ---------- | ------ |
| 경부선    | 오정 | Ojeong      | 梧井      | ● 대전 도시철도 2호선 (예정) 충청권 광역철도 본선 (예정)   |           |           | 대전광역시 | 대덕구 |
| 경부선    | 대전 | Daejeon     | 大田      | ● 대전 도시철도 1호선(대전역) ● 대전 도시철도 2호선 (예정) |           |           | 대전광역시 | 동구   |
| 경부선    | 세천 | Secheon     | 細川      |                                                            |           |           | 대전광역시 | 동구   |
| 경부선    | 옥천 | Okcheon     | 沃川      |                                                            |           |           | 충청북도   | 옥천군 |

## 세부 사업

### 1단계 (계룡 ~ 신탄진)
충청권 광역철도 1단계 사업은 계룡역에서 신탄진역 사이 구간에 통근형 전동차를 운행할 계획으로 2023년 12월에 공사가 시작되었으나, 공사비 급증으로 인해 사업비와 관련하여 현재 국토부와 협의를 진행 중이다.
계룡역 ~ 신탄진역 구간 35.4km내 기존 6개역 (계룡, 흑석리, 가수원, 서대전, 회덕, 신탄진)을 전철역으로 개량하는 방안과 국철이 관통하는 복수, 문화, 용두, 중촌, 오정, 덕암에 신설역을 설치할 예정이다.
대전 도시철도 1호선의 용두역과 대전 도시철도 2호선의 복수역을 신설하여 대전 도시철도와 환승이 가능하도록 계획되었다. 또한 전체 35.4km중 35.5%인 12.5km가 대덕구를 경유하여 2호선 계획에서 소외된 대덕구 북부 지역 주민의 불만을 해소할 것으로 보인다.
신탄진역 ~ 조치원역을 연결하는 2단계 사업과 논산역 ~ 계룡역까지 연결하는 3단계가 사전타당성조사를 받는 중이며 현재 공사 중인 대전 도시철도 2호선과 충청권 광역철도 1단계 본선과 옥천지선, 마지막으로 대전-세종-충북 광역철도까지 완성되면 대전에 약 119km의 광역철도망이 구축된다.

## 같이 보기
- 대전 도시철도
  - ● 대전 도시철도 1호선
    - 대전-세종-충북 광역철도

  - ● 대전 도시철도 2호선
  - 대전 도시철도 3호선